# Haus Heerweg 20 (LVR-Klinik Düren)

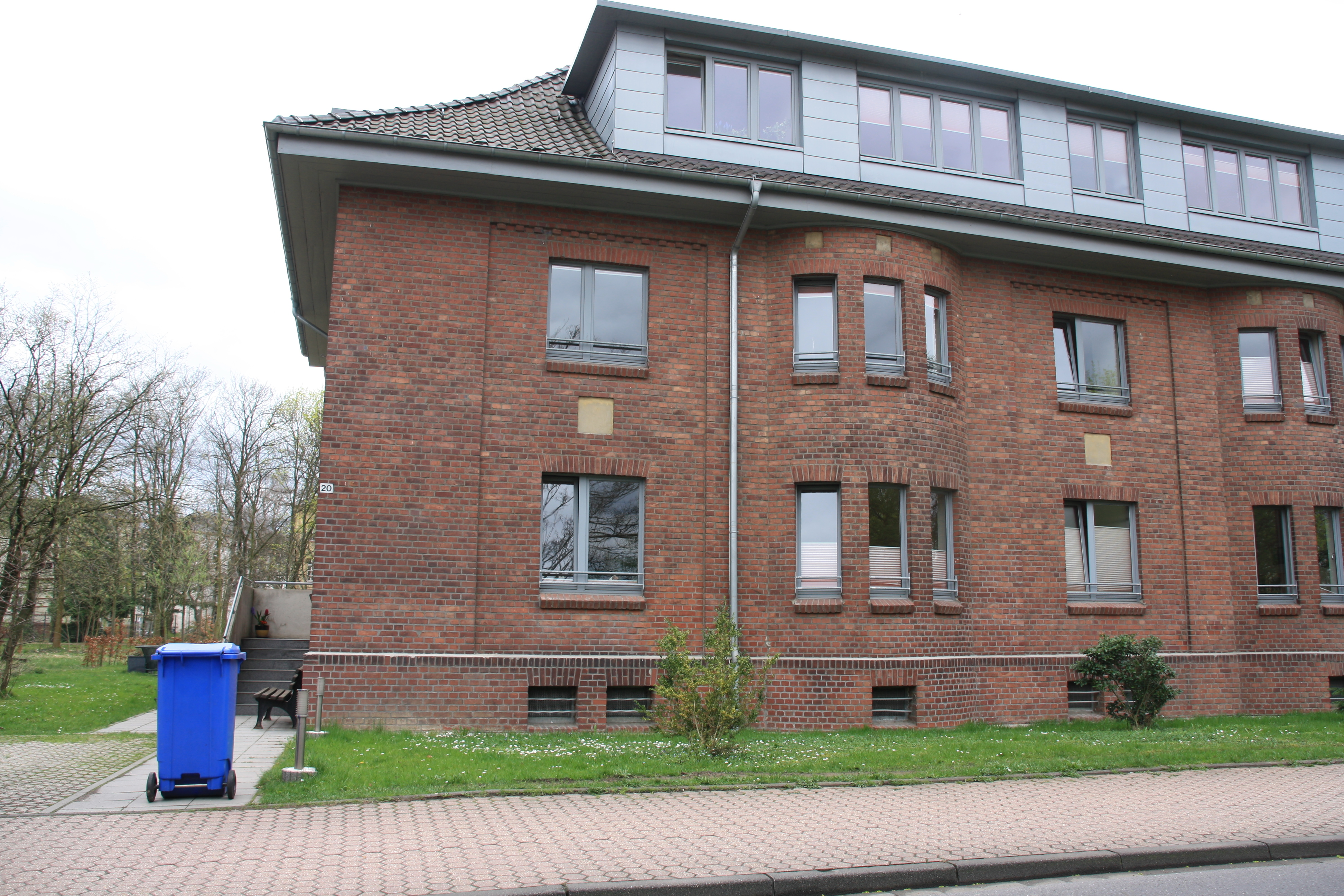
Heerweg 20

Das Haus Heerweg 20 steht am Rand des Geländes der LVR-Klinik in Düren in Nordrhein-Westfalen. Auf dem Gelände der Klinik befinden sich verschiedene denkmalgeschützte Bauten, die zwischen 1874 und 1878 als Teil der ehemaligen Provinzial Heil- und Pflegeanstalt errichtet wurden. Es handelt sich um Bedienstetenwohnhäuser. Sie wurden um 1925 erbaut.
Es handelt sich um unterschiedlich gestaltete zweigeschossige Backsteinbauten mit Walmdächern. Ein Haus hat ein Krüppelwalmdach. Die Dachüberstände sind als Putzgesims ausgebildet. Die rechteckigen Fensteröffnungen sind mit modernen Ganzglasscheiben versehen. Die Eingangstüren sind original erhalten.
Das Bauwerk ist unter Nr. 1/001w in die Denkmalliste der Stadt Düren eingetragen.